# Бекберген
Бекберген (нід. Beekbergen) — село в нідерландській провінції Гелдерланд. Входить до муніципалітету Апелдорн.
Раніше мало статус окремого муніципалітету.

## Галерея

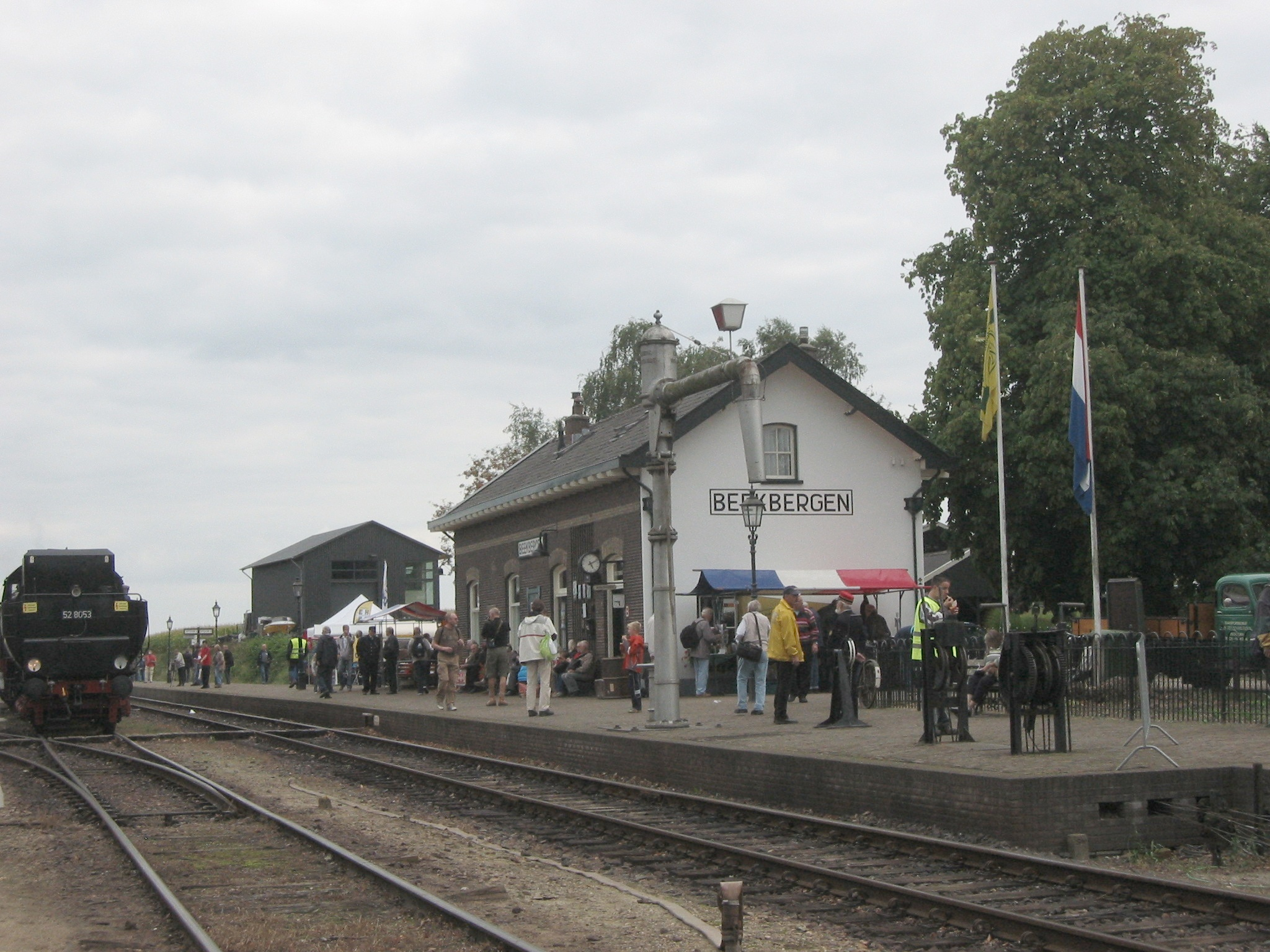
Залізнична станція Бекберген
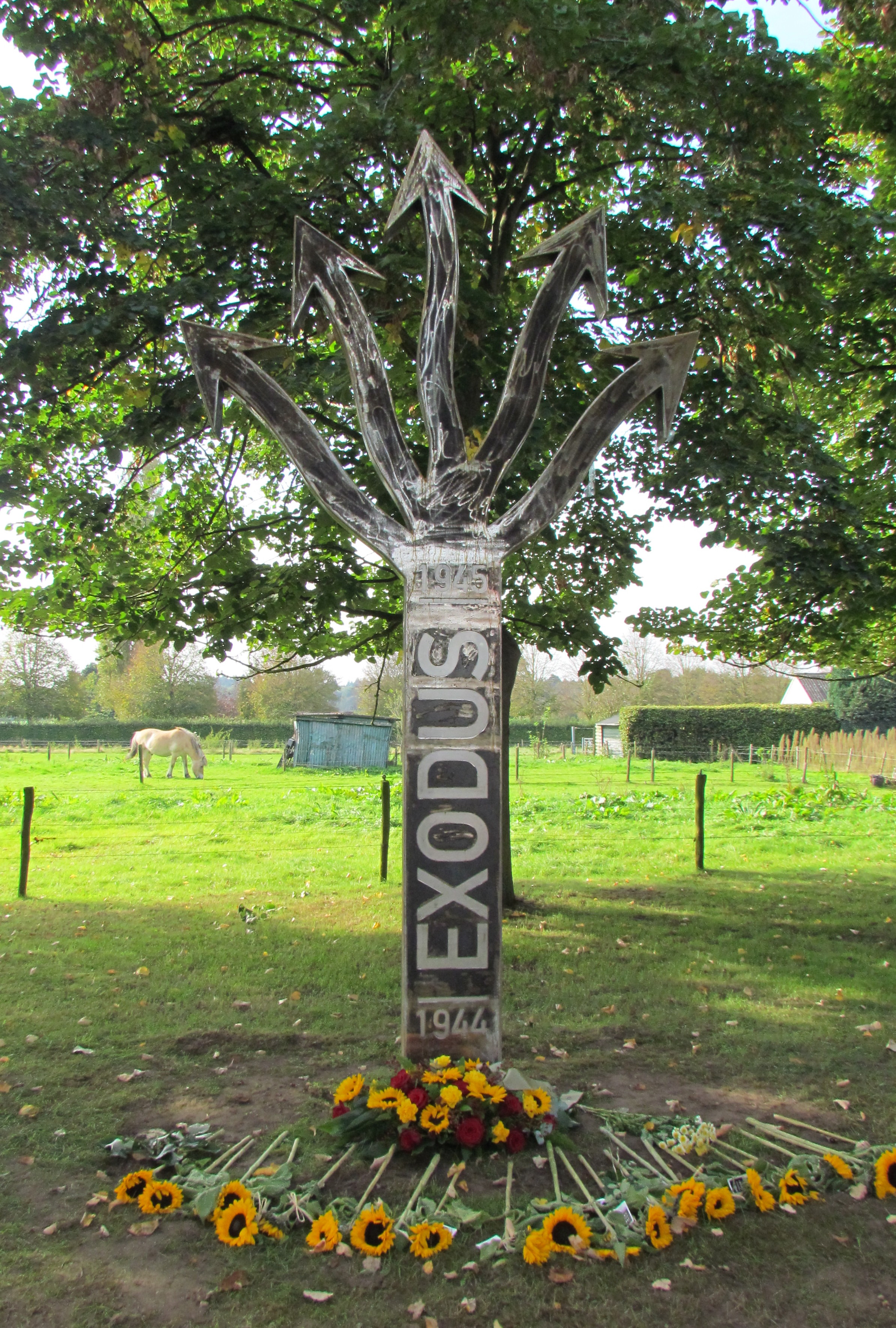
Меморіал Exodus, присвячений Другій світовій війні